# Oksana Zaboujko
Oksana Zaboujko (en ukrainien : Оксана Стефанівна Забужко; Loutsk, 19 septembre 1960) est une philosophe, femme de lettres, poète et militante ukrainienne. Le thème de l'identité nationale ukrainienne et le thème du genre sont essentiels dans le travail d'Oksana Zaboujko.
Le roman Explorations sur le terrain du sexe ukrainien (1996), le premier best-seller de l'Ukraine indépendante, qui a lancé le marché du livre ukrainien, est l'ouvrage en prose ukrainien le plus traduit au monde.
Les œuvres de Zaboujko ont été traduites dans plus de 20 langues et sont parus en France, Pologne, Roumanie, Autriche, Bulgarie, Italie, Pays-Bas, Allemagne, Serbie, États-Unis, Hongrie, Croatie, République tchèque, Iran, Suède, Norvège.
En mars 2022, elle s'est exprimée devant le Parlement européen. Un événement historique jamais vu, car elle n'est ni fonctionnaire, ni citoyenne de l'Union européenne.

## Biographie
Née à Loutsk (Volhynie), Oksana Zaboujko étudia la philosophie à l'Université de Kiev, où elle obtint un doctorat en esthétique en 1987.
Elle donna plus tard des cours à l'Université d'État de Pennsylvanie en tant qu'écrivaine invitée. Ayant obtenu, en 1994, une bourse du Programme Fulbright, elle enseigna la littérature ukrainienne à Harvard et à l'Université de Pittsburgh.
Elle était chercheuse à l'Institut de philosophie Hryhori Skovoroda de l'Académie nationale des sciences d'Ukraine.

## Œuvre littéraire

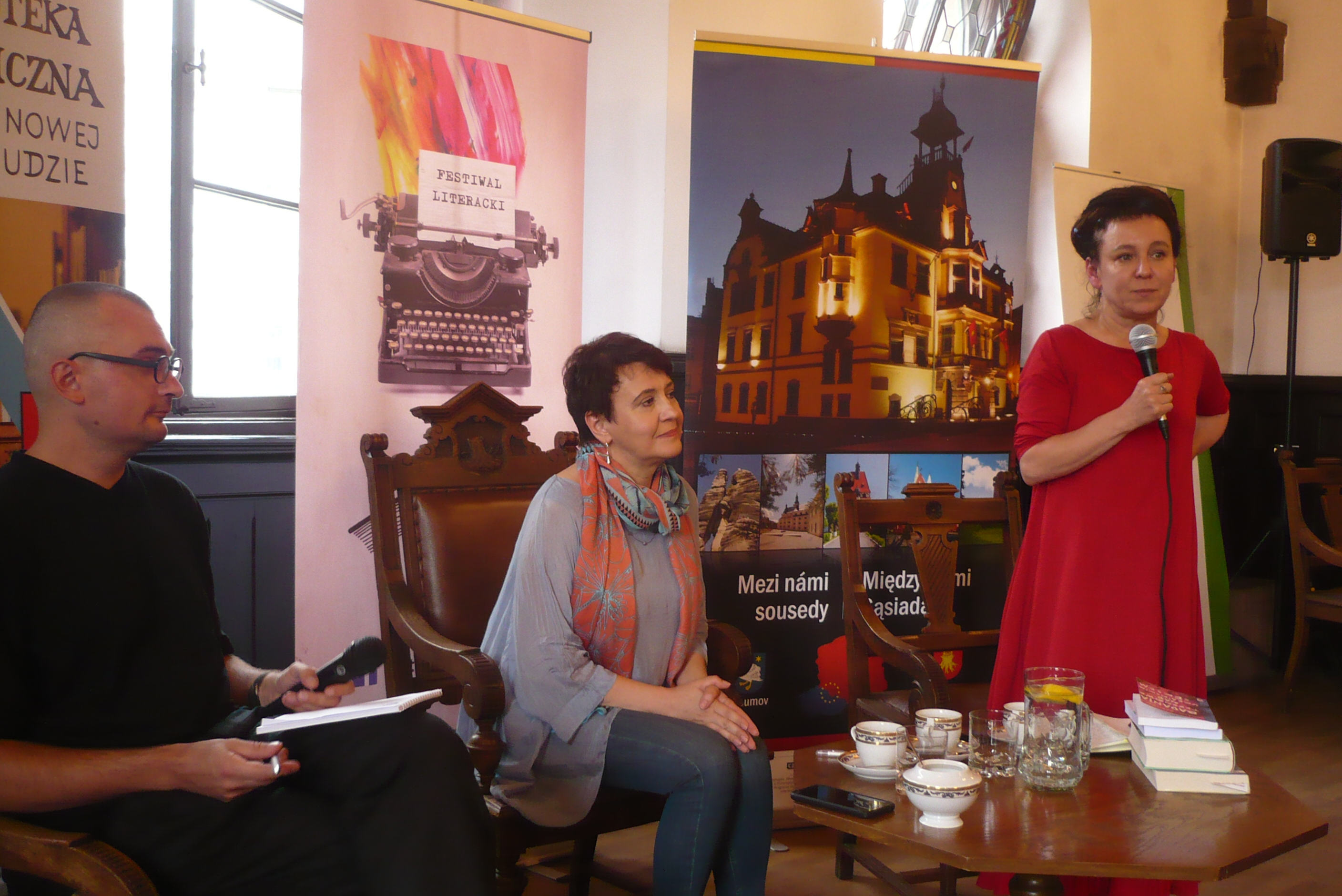
En 2018 avec Olga Tokarczuk.

Son premier recueil poétique Givre de mai (ukrainien : Травневий іній) est publié en 1985, suivi du Chef d'orchestre de la dernière chandelle ukrainien : Диригент останньої свічки) en 1990 et de L'Autostop (ukrainien : Автостоп) en 1994.
En 1996, elle publie son premier roman, Explorations sur le terrain du sexe ukrainien (ukrainien : Польові дослідження з українського сексу) qui la rend célèbre : des réflexions ouvertes sur la sexualité au féminin furent alors des sujets hors du commun pour la littérature de la langue ukrainienne, encore influencée profondément par le romantisme nationaliste mêlé au réalisme à la soviétique. C'est un des textes fondateurs de la littérature ukrainienne de la période post-soviétique.
Ces essais portent sur le rôle de la femme, des problèmes identitaires et des enjeux post-coloniaux en Ukraine moderne.

### Poésie
- 1985 : Givre de mai
- 1990 : Le chef d'orchestre de la dernière chandelle
- 1994 : L'auto-stop
- 2000 : Nouvelle loi d'Archimède
- 2005 : Deuxième essai. Poésies choisies
- 2013 : Poèmes choisis 1980-2013

### Prose
- 1996 : Explorations sur le terrain du sexe ukrainien (roman)
- 2003 : Ma sœur, ma sœur (nouvelles et récits)
- 2008 : Le livre de la Genèse, chapitre quatre (récits)
- 2009 : Musée des secrets abandonnés (roman)
- 2014 : Cela pourrait être votre annonce (nouvelles)
- 2017 : Après la troisième sonnerie, l'accès à la salle est interdit (nouvelles et récits)

#### Œuvres traduites en français
- Zaboujko, Oksana. Explorations sur le terrain du sexe ukrainien, roman, trad. Iryna Dmytrychyn-Bonin, éditions Intervalles, Paris, 2015
- Oksana Zabouzhko, « Prof de tennis », trad. Iryna Dmytrychyn, dans Nouvelles d'Ukraine (collectif), Magellan & Cie / Courrier international, coll. « Miniatures », 2012.

### Ouvrages philosophiques, non fiction, essais
- 1990 : Deux cultures
- 1992 : La philosophie de l'idée ukrainienne et le contexte européen : la période de Franko
- 1996 : Le mythe de l'Ukraine de Chevtchenko : Tentative d'analyse philosophique
- 1999 : Chroniques de Fortinbras
- 2001 : Le reportage de l'an 2000
- 2005 : Let my people go: 15 textes sur la révolution ukrainienne
- 2007 : Notre Dame d’Ukraine: Oukraïnka dans un conflit de mythologies
- 2012 : De la carte des livres et des gens
- 2020 : La Planète Armoise

## Certains prix
2006 — prix du journal Кореспондент, meilleur livre documentaire 2006.
2009 — Ordre de la princesse Olga du troisième degré pour une contribution personnelle significative à la cause de la consolidation de la société ukrainienne, du développement d'un État démocratique, social et juridique
2010 — Prix du journal Кореспондент, meilleur livre 2010 .
2013 — Prix littéraire d'Europe centrale et orientale « Angélus »
2019 — Prix national Taras-Chevtchenko
2020 — Prix Women In Arts
2022 — Prix d'honneur de la Foire du livre de Varsovie 2022 IKAR
2022 — Prix du conseil municipal de Cracovie « Prix Stanislav Vincenz » (pour services exceptionnels dans la popularisation de la culture d'Europe centrale et orientale)